# .mt
.mt este un domeniu de internet de nivel superior, pentru Malta (ccTLD).